# Seznam danskih nogometašev
Seznam danskih nogometašev.

## A
- Johan Absalonsen
- Daniel Agger
- Martin Albrechtsen
- Stephan Andersen
- Hans Henrik Andreasen
- Leon Andreasen
- Frank Arnesen
- Thomas Augustinussen

## B
- Mikkel Beckmann
- Niclas Bendtner
- Martin Bergvold
- Andreas Bjelland
- Kasper Bøgelund
- Harald Bohr
- Nicolai Boilesen
- Simon Bræmer

## C
- Anders Christiansen
- Kim Christensen
- Jesper Christiansen
- Søren Colding
- Jeppe Curth

## D
- Anders Due

## E
- Preben Elkjær
- Thomas Enevoldsen
- Christian Eriksen

## F
- Søren Frederiksen

## G
- Bjarne Goldbæk
- Michael Gravgaard
- Pascal Gregor
- Jesper Grønkjær

## H
- Jan Heintze
- Thomas Helveg
- René Henriksen
- Jes Høgh
- Pierre-Emile Højbjerg

## J
- Lars Jacobsen
- Michael Jakobsen
- Claus Jensen
- Daniel Jensen
- Danni Jensen
- Henning Jensen
- Mike Jensen
- Niclas Jensen
- Leon Jessen
- Martin Jørgensen
- Mathias Jørgensen
- Nicolai Jørgensen
- Mads Junker

## K
- Thomas Kahlenberg
- Christian Keller
- Peter Kjær
- Simon Kjær
- Thomas Kristensen
- Michael Krohn-Dehli
- Per Krøldrup
- William Kvist

## L
- Jim Larsen
- Søren Larsen
- Brian Laudrup
- Michael Laudrup
- Anders Lindegaard
- Kasper Lorentzen
- Peter Løvenkrands
- Jonas Lössl
- Michael Lumb

## M
- Peter Madsen
- Michael Manniche
- Jan Michaelsen

## N
- Allan Nielsen
- Brian Steen Nielsen
- Martin Ørnskov Nielsen
- Per Nielsen
- Poul Nielsen
- Sophus Nielsen
- Morten Nordstrand
- Hjalte Nørregaard
- Marc Nygaard
- Peter Nymann

## O
- Morten Olsen

## P
- Martin Pedersen
- Nicklas Pedersen
- Kenneth Perez
- Christian Poulsen
- Jakob Poulsen
- Brian Priske

## R
- Luka Racic
- Morten Duncan Rasmussen
- Søren Rieks
- Kasper Risgaard
- Dennis Rommedahl
- Thomas Rytter

## S
- Ebbe Sand
- Michael Schjønberg
- Kasper Schmeichel
- Peter Schmeichel
- Lasse Schøne
- Michael Silberbauer
- Allan Simonsen
- Morten Skoubo
- Thomas Sørensen
- Kris Stadsgaard

## T
- Claus Thomsen
- Johnny Thomsen
- Mads Timm
- Stig Tøfting
- Jon Dahl Tomasson

## V
- Martin Vingaard

## W
- Daniel Wass
- Morten Wieghorst
- Rasmus Würtz

## Z
- Niki Zimling